# Przez dziewczyny
Przez dziewczyny – ósmy album studyjny zespołu Wilki wydany 15 kwietnia 2016 przez wytwórnię Sony Music Polska.

## Lista utworów
Źródło
1. „To co piękne w życiu”
2. „Teraz powiedz nie”
3. „Przez dziewczyny”
4. „Wenus, tu Mars”
5. „W drodze do marzeń”
6. „27th Floor”
7. „Stać się innym”
8. „Kocham, bo nienawidzę”
9. „Na warszawskich ulicach”
10. „Ona tam jest”
11. „Shaman's Melody”

## Twórcy
Źródło
| - Robert Gawliński – śpiew - Mikis Cupas – gitara - Maciej Gładysz – gitara - Beniamin Gawliński – gitara, instrumenty klawiszowe - Marcin Ciempiel – gitara basowa - Hubert Gasiul – perkusja |  | - Jarosław Kidawa – producent, realizator nagrań - Jacek Gawłowski – mastering |